# ドクムシ
『ドクムシ』は、合田蛍冬による日本の漫画。2013年に発表された八頭道尾の小説『コドク〜蠱毒〜』を原作としており、『E☆エブリスタ』（ DeNA・NTTドコモ）にて連載されていた。単行本は双葉社アクションコミックスより全6巻。
2015年に実写映画化が決定し、2016年4月9日から新宿ピカデリーほかで上映。
2014年に発表された続編の小説『廃墟ゲーム〜コドク2〜』を原作としたコミカライズ『ドクムシ the ruins hotel』が、恵那による作画で刊行中。単行本は双葉社アクションコミックスより刊行。
2018年3月時点で電子版を含めたシリーズ累計発行部数は100万部を突破している。

## あらすじ
ある日、ごく普通の大学生であるスギウラレイジは、廃校舎の教室内で目を覚ます。そこには彼を含め、見知らぬ男女6人と1人の少女がいた。彼らが校内を見回ったところ、窓や出入り口はすべて鉄板で封鎖されており、外の様子も見えなければ脱出することも出来ない。校内には食料らしき物は一切見当たらず、教室内には監視カメラ、時刻を表示した電光掲示板、そして土鍋と肉切り包丁が置かれていた。
それらの物を見た最年長のオカルトマニア・ユキトシは、「自分達をここに閉じ込めた何者かが、自分達に殺し合いをさせようとしている」と分析する。彼の発言で、恐怖に震えるメンバー達。ここから恐怖のサバイバルゲームが始まる。

## 廃校内の状況
- 窓や出入り口は鉄板で封鎖されているため、外の様子を見ることも脱出することも出来ない。
- 一番端の教室(3年3組)内にはビニールシートが敷かれ、土鍋、肉切り包丁が置かれている。
- トイレ内にトイレットペーパーは無く、ウォシュレットがある。水道から水は出る。女子トイレ内には生理用品がある。
- 窓ガラスやトイレ内の鏡が全て外されている。
- レイジ達が最初にいた教室（1年3組）には制限時間を表示した電光掲示板があり、その制限時間（日数）は7日間。

## 登場人物

### 廃校に閉じ込められた人物
スギウラ レイジ
主人公。20歳の大学生でごく普通の青年。大学の同級生・マリと交際していたが、彼女と連絡がつかなくなる。廃校内ではマリに雰囲気の似たユミに心惹かれていく。怒りや恐怖でスイッチが入ると行動力を発揮する一面もある。
その本性は根っからの利己主義者。自分の罪を認めようともせず、他人に罪を擦り付けようとするなど、トシオにも負けず劣らない自己中心的な性格。当初はユミとも良い関係だったが、アカネの一件で一気に険悪となってしまい、後に殺し合いに発展してしまう。
ユキトシとは普通だったが、時間が経つと共に険悪な関係となっていき、最終的には彼に殺意を持つようになる。
アキヤマ ユミ
21歳の大学生。率先してミチカの面倒を見るなど心優しい女性。中学から大学まで女子校育ち。美人で物事をハッキリ言うアカネに対し同性愛的な感情を抱いている。
その本性は極度のメンヘラで陰湿な性格で、気に入らない相手や恋敵には侮蔑の念を抱くなど、嫉妬深い一面も見せる。内気で地味な性格が祟り、周囲から嫌われていた過去を持つ。かつて、恋人だった先輩がいたが、その彼女も自身のウジウジとした性格が癪に障ったのか掌返しで毛嫌いし、遂には浮気されてしまう。それが切っ掛けで先輩を殺害してしまった。
アカネの一件でレイジとは険悪な関係に陥り、殺し合いに発展してしまう。その後は錯乱した所をミチカによって首を斬られ殺される。
イサカ ユキトシ
28歳の会社員。物知りでメンバーの中で最年長ということもあってか、皆のリーダー兼知恵袋的存在だが、オカルトマニアの一面がある。
その本性は冷酷非道なリアリストで、感情起伏が激しい。常に自分こそが正しいと思っており、意思を捻じ曲げる事は無い頑固な一面を持つ。自己中心的な性格のレイジとは相容れず、彼を一方的に見下している。
後にレンビの協力者である事が判明する。冷静沈着を装っていたが、結局は怒り任せになってしった事もあり、彼自身も小物である事がうかがえる。
アカネ
23歳のキャバクラ嬢。美人だがしたたかな所があり、生き残りたいためにメンバーの心を掴み、自分が優位に立とうと画策する。物事をハッキリ言う性格で、粗暴なトシオに対しても立ち向かうなど強い性格の持ち主。
自分の為だったらどんな人物さえも利用する腹黒い一面を見せる。
ノギサキ タイチ
24歳の無職の青年。子供のころから肥満体型で内向的な性格が理由でいじめに悩まされ、学校生活に馴染めず高校を中退。中退後は自宅に引きこもっていたが、20歳になったころに業を煮やした両親にせっつかれてアルバイトを始めるが、生来の要領の悪さや対人下手な性格、考えの甘さなどがもとで仕事が続かず、その後は夜の公園のベンチでお菓子を食べることが日課となる、その際ミチカに似た少女と出会い親しくなるが、彼女に関係を迫り拒絶される他ミチカに対しても興味を持つなどロリコンの一面がある。
ナカノウチ トシオ
22歳で工場勤務の青年。不良っぽい外見をしており、自己中心的で粗暴な性格のため、メンバーからすぐに孤立してしまう。廃校に閉じ込められる以前、女性とドライブをしていた際に些細な理由からある家族連れの車を執拗につけ回し、煽った末に運転していた父親と乳児を事故死に追いやり（母親は重体）、その場を逃走した過去がある。
自分を介抱したユミに惚れこみ、力づくで強姦してしまう。それが祟りとなったのか、レイジとユミに殺害される。
ミチカ
9歳の少女。口数は少なく、手に花の形の指輪をつけている。最も親切に接してくれるユミに対しては少し心を開いている。大人顔負けの体術を持っており、手には毒針が内蔵されたアクセサリーを付けている。
実は、ある宗教団体の幹部で、このコドクを実施している主催者側の人間であり、見かけどおりの年齢ではない。かつて9歳のころに、宗教団体により「コドクの儀式」として子供たちが集められて殺し合いをさせられたことから、身体の成長が止まってしまった過去を持つ。
ユミを殺害した張本人。本性は非常に口が悪く暴言さえ吐く悪童。欲望深く、自分が生き残る為ならばどんな手段さえも選ぶサイコパス。しかし、彼女自身も主催者側に利用されているだけに過ぎず、結局は彼女も、小物であった。

### その他
マリ
レイジの回想に登場する、レイジの大学の同級生の女性。顔立ちはユミに似ている。父親からは溺愛されているが、母親からは拒絶された過去を持つ。エピローグにて、実は教団により助けられ、赤ん坊と共に生存していた可能性が示唆されるが、詳細は不明である。
鎌田美晴（レンビ）
世田谷署勤務の刑事。階級は警部補。マリの父親で、彼女を溺愛している。過去の自分に似ているレイジを頗る嫌っている。教団によりミイラとなったマリの遺体を見せられたことから、教団の助けを借りてレイジへの復讐を図ろうとする。

## 原作（小説「コドク〜蠱毒〜」）との相違点
- 主人公レイジの苗字（小説版では「スギサキ」、漫画版・映画版では「スギウラ」）
- トシオの過去
- 殺害される順番
- ユミの部活、先輩の死因
- ユミとアカネの関係
- アカネの過去（病弱な弟がいる）
- ユキトシの性格
- ユキトシの過去（小学生時代）
- レイジ、ユキトシ、アカネの関係
- 鎌田美晴の存在
- 登場人物の過去の描写はほとんどない

映画化を機に原作である小説「コドク」は「ドクムシ」に改題され、文庫版として出版された。

## 書誌情報
- 八頭道尾（原作）・合田蛍冬 『ドクムシ』 双葉社〈アクションコミックス〉、全6巻
  1. 2013年10月28日発売[4]、ISBN 978-4-575-84306-4
  2. 2014年5月20日発売[5]、ISBN 978-4-575-84396-5
  3. 2014年11月22日発売[6]、ISBN 978-4-575-84533-4
  4. 2015年6月23日発売[7]、ISBN 978-4-575-84633-1
  5. 2016年2月12日発売[8]、ISBN 978-4-575-84757-4
  6. 2016年9月23日発売[9]、ISBN 978-4-575-84854-0
- 八頭道尾（原作）・恵那 『ドクムシ the ruins hotel』 双葉社〈アクションコミックス〉、全6巻
  1. 2018年3月22日発売[10]、ISBN 978-4-575-85126-7
  2. 2018年10月20日発売[11]、ISBN 978-4-575-85225-7
  3. 2019年4月20日発売[12]、ISBN 978-4-575-85299-8
  4. 2019年10月28日発売[13]、ISBN 978-4-575-85369-8
  5. 2020年4月27日発売[14]、ISBN 978-4-575-85439-8
  6. 2020年10月28日発売[15]、ISBN 978-4-575-85507-4

## 映画
劇場公開時R15+指定。監督は朝倉加葉子、主演は村井良大と武田梨奈。

### 出演者（映画）
- レイジ - 村井良大
- アカネ - 武田梨奈
- ユキトシ - 秋山真太郎
- ユミ - 水上京香
- トシオ - 宇治清高
- ミチカ - 野口真緒
- タイチ - 駒木根隆介

### スタッフ（映画）
- 原作 - 「ドクムシ」（作画：合田蛍冬、原作：八頭道尾）（双葉社刊、E★エブリスタ）
- 監督 - 朝倉加葉子
- 脚本 - 黒木久勝
- 音楽 - ゲイリー芦屋
- 企画 - 柳原祥広
- エグゼクティブプロデューサー - 小松貴子、村上比呂夫
- プロデューサー - 大野貴裕、川島正規、上野境介
- COプロデューサー - 宮本忠、大畑利久
- アソシエイトプロデューサー - 小田切乾、成瀬保則、白鳥詠美子
- 撮影 - 吉田淳志
- 照明 - 東憲和
- 録音効果 - 弥栄裕樹
- 美術 - 畠山和久
- 衣裳コーディネーター - 伊藤正美（DEXI）
- ヘアメイク - 高橋亮（DEXI）
- 編集合成 - 遊佐和寿
- アクション - 森崎えいじ
- 特殊メイク・特殊造形 - 千葉美生、遠藤斗貴彦
- 助監督 - 松下洋平
- 制作担当 - 高田聡
- キャスティング - 北田由利子
- 企画協力 - 宮澤震（双葉社）、尹勝庸（双葉社）
- 配給 - 松竹メディア事業部
- 制作プロダクション - ツインピークス、セディックドゥ
- 製作 - 「ドクムシ」製作委員会